# The Deciding Kiss
Pour plus de détails, voir Fiche technique et Distribution.
The Deciding Kiss (La Fille adoptive) est un film muet américain réalisé par Tod Browning et sorti en 1918.

## Synopsis
Eleanor Hamlin, une jeune orpheline qui vivait avec ses grands-parents au cap Cod, a été adoptée par un couple new-yorkais. Peter Bolling, le père adoptif, se prend rapidement d'affection pour Eleanor, ce que n'apprécie guère Beulah Page, la mère adoptive. La jalousie s'installe, et Beulah envoie la jeune fille en pension. Ayant grandi, celle-ci revient à la maison et sème le trouble chez Peter et son ami Jimmy. Elle-même très éprise de Peter, Eleanor s'enfuit en apprenant qu'il va épouser Beulah. Elle retourne chez ses grands-parents, mais son absence pèse dans sa famille adoptive, et Peter tente de la faire revenir. Le soir de Noël, Eleanor réapparaît et promet d'accepter désormais son rôle de fille.

## Fiche technique
- Réalisation : Tod Browning
- Scénario : Bernard McConville, d'après un roman d'Ethel M. Kelly
- Chef-opérateur : John W. Brown
- Production : Bluebird Photoplays
- Date de sortie : États-Unis : 22 juillet 1918

## Distribution
- Edith Roberts : Eleanor Hamlin
- Winifred Greenwood : Beulah Page
- Hallam Cooley : Jimmy Sears
- Hans Unterkircher : Peter Bolling
- Lottie Kruse
- Edmund Cobb
- William Courtright
- William Lloyd

## Historique du film
À sa sortie en 1918, le film reçu la critique suivante : « Il y a clairement quelque chose d'original dans cette amusante petite histoire [...] C'est une satire douce d'une théorie appelée la "filiation coopérative", l'une de ces nombreuses méthodes d'éducation des enfants que se permettent généralement des personnes qui n'ont pas eux-mêmes d'enfants. Dans le même temps, l'histoire est elle-même délicieusement humaine et mêle efficacement l'humour et le pathos. »
Ce film qui était réputé perdu depuis des décennies a été retrouvé[Quand ?] dans les collections des Archives françaises du film. L’équipe du laboratoire du Centre national de la cinématographie (CNC) a procédé à une restauration numérique intégrale du film puis à un retour sur pellicule couleur. La première projection du film restauré a eu lieu le 7 octobre 2009 à la Cinémathèque française et a été accompagnée au piano par Jacques Cambra.